# 3596 Meriones
A 3596 Meriones (ideiglenes jelöléssel 1985 VO) egy kisbolygó a Naprendszerben. Poul Jensen és Karl Augustesen fedezte fel 1985. november 14-én.